# Lijst van poolreizigers
Deze lijst bevat de namen van erkende baanbrekende ontdekkingsreizigers van de poolgebieden. Deze lijst bevat geen vervolgreizen en -expedities. 

## Ontdekkingsreizigers poolgebied

### A
- Adolf Erik Nordenskiöld
- Adolphus Greely
- Adrian Hayes
- Adrien de Gerlache
- Aeneas Mackintosh
- Albert Hastings Markham
- Albert P. Crary
- Aleksandr Koltsjak
- Alex Hibbert
- Alexander Kuchin
- Alexander Mackenzie
- Alexander von Middendorff
- Alexey Tryoshnikov
- Alfred Björling
- Alfred Gabriel Nathorst
- Alfred Ritscher
- Alistair Mackay
- Andreas Peter Hovgaard
- Andrew Croft
- Andrew Regan
- Ann Bancroft
- Ann Daniels
- Antoni Bolesław Dobrowolski
- Antony Jinman
- Apsley Cherry-Garrard
- Augustine Courtauld
- Avgoest Tsivolko

### B
- Ben Saunders
- Bernhard Hantzsch
- Børge Ousland
- Boris Vilkitsky

### C
- Carl Anton Larsen
- Carl Frederick Wandel
- Carsten Borchgrevink
- Cecil Madigan
- Chariton Laptev
- Charles Francis Hall
- Charlie Paton
- Christian Leden

### D
- Dan Byles
- Dmitri Laptev
- Dmitry Ovtsyn
- Donal T. Manahan
- Douglas Mawson
- Dwayne Fields

### E
- Edgar Evans
- Edgeworth David
- Edith Ronne
- Edmund Hillary
- Eduard von Toll
- Edward Adrian Wilson
- Edward Bransfield
- Edward Evans
- Edward Israel
- Edward Nelson
- Edward W. Bingham
- Edwin de Haven
- Ejnar Mikkelsen
- Elisha Kent Kane
- Emil Racoviță
- Eric Marshall
- Eric Philips
- Erich von Drygalski
- Erling Kagge
- Ernest de Koven Leffingwell
- Ernest Shackleton

### F
- Fabian Gottlieb von Bellingshausen
- Fedot Alekseyevich Popov
- Ferdinand von Wrangel
- Fiann Paul
- Finn Ronne
- Francis Crozier
- Frank Wild
- Frank Worsley
- Frederick Cook
- Fredrik Hjalmar Johansen
- Fridtjof Nansen
- Friedrich Benjamin von Lütke
- Fyodor Matisen
- Fyodor Matyushkin
- Fyodor Minin

### G
- George Comer
- George J. Dufek
- George Nares
- George W. De Long
- George W. Rice
- Georges Lecointe
- Georgi Broesilov
- Georgi Baydukov
- Georgi Oesjakov
- Georgi Sedov
- Gerald Ketchum
- Gerhard Friedrich Müller
- Gino Watkins
- Godske Lindenov

### H
- Helmer Hanssen
- Henry Cookson
- Henry Hudson
- Henry Robertson Bowers
- Henryk Arctowski
- Hjalmar Riiser-Larsen
- Hubert Wilkins

### I
- Isaac Israel Hayes
- Ivan Lyakhov
- Ivan Papanin
- Ivan Simonov

### J
- Jacques Cartier
- James Clark Ross
- James Cook
- James Marr
- James May[1]
- James Weddell
- Jameson Adams
- Janice Meek
- Jakov Sannikov
- Jason De Carteret
- Jean-Baptiste Charcot
- Jeremy Clarkson[1]
- Jim McNeill
- Johann Georg Gmelin
- John Franklin
- John Hornby
- John Huston
- John Rae
- John Richardson
- John Ross
- John Rymill
- Jon Bowermaster
- Josée Auclair
- Jules Dumont d'Urville

### K
- Karl Ernst von Baer
- Knud Rasmussen
- Konstantin Badygin

### L
- Lars Christensen
- Lauge Koch
- Lawrence Wager
- Leopold McClintock
- Lewis Pugh
- Lincoln Ellsworth
- Louise Arner Boyd

### M
- Maria Kljonova
- Maria Pronchishcheva
- Mark Agnew
- Martin Frobisher
- Matthew Henson
- Matvej Gedensjtrom
- Merkury Vagin
- Michael Barne
- Mikhail Babushkin
- Mikhail Somov
- Mikhail Stadukhin

### N
- Nathaniel Palmer
- Nikifor Begichev
- Nikolai Kolomeitsev
- Nikolai Pinegin
- Nikolay Urvantsev
- Nina Demme
- Nobu Shirase

### O
- Olav Bjaaland
- Oscar Wisting
- Otto Kalvitsa
- Otto Nordenskjöld
- Otto Schmidt
- Otto Sverdrup

### P
- Paul Landry
- Paul Siple
- Paul Walker
- Pavel Senko
- Pen Hadow
- Percy Lemon
- Peter Freuchen
- Philip Brocklehurst
- Pierre-Esprit Radisson
- Piotr Anjou
- Piotr Pakhtusov
- Piotr Shirshov

### Q
- Quintin Riley

### R
- Ralph Plaisted
- Richard E. Byrd
- Richard Profit
- Richard Weber
- Roald Amundsen
- Robert Bartlett
- Robert Edwin Peary
- Robert Falcon Scott
- Robert Mallory Berry
- Robert Swan
- Rudolf Samoylovich
- Rune Malterud

### S
- Salomon August Andrée
- Samuel Hearne
- Sebastian Copeland
- Semjon Tsjeljoeskin
- Martin Lindsay
- Sir Ranulph Fiennes
- Stepan Malygin
- Stian Aker
- Sverre Hassel
- Sydney L. Kirkby

### T
- Tobias Furneaux
- Todd Carmichael
- Tom Crean

### U
- Umberto Cagni
- Umberto Nobile

### V
- Valerian Albanov
- Valery Chkalov
- Vasili Chichagov
- Vasili Pronchishchev
- Vilhjalmur Stefansson
- Vivian Fuchs
- Vladimir Roesanov
- Vladimir Vize

### W
- Wally Herbert
- Walter Wellman
- Will Steger
- Willem Barentsz
- William Edward Parry
- William Scoresby
- William Speirs Bruce

### Y
- Yakov Gakkel
- Yakov Permyakov
- Yevgeny Tolstikov